# 星艦奇航記動畫版
《星艦奇航記：動畫版》是一部發生在《星艦奇航記》時空的科幻動畫電視影集。當初它在美國播映的時候叫做，不過它在西方普遍被稱為（星艦奇航記：動畫系列，縮寫為或）這個較長的名字，以和最初的真人演出的《星際爭霸戰》作為區別。有時候（例如在官網上）它也被叫做「動畫歷險」（The Animated Adventures）。
動畫版由飛美遜（Filmation）公司製作，總共播映了兩季，1973年和1974年，一共播映了22集，每集半小時。它找來了大部分《星際爭霸戰》的演員來為他們當初所飾演的角色配音，唯一的例外是帕夫·契可夫（Pavel Chekov，由華特·科寧格（Walter Koenig）飾演），因為預算不足以負擔全體演員的片酬，所以沒請他參與配音工作。他的角色被其他兩個配角所取代：艾力克斯（Arex）上尉，他屬於一個有三隻手與三隻腳的種族；以及穆瑞絲（M'Ress）上尉，她是一個像貓的女性外星人。詹姆斯·督漢和瑪婕爾·巴瑞特除了為他們所扮演的角色，蒙哥馬利·史考特（Montgomery Scott）和克莉絲汀·查培爾（Christine Chapel）配音外，也分別為艾力克斯和穆瑞絲配音。
科寧格並未被遺忘，稍後他為動畫版寫了一集的劇本，成為第一個為《星艦奇航記》撰寫劇本的星艦演員。
一般都會假定說動畫版的劇情是發生在《星際爭霸戰》的故事之後，可能是在五年任務的最後一年間。然而這點從未在影集中正式說出來。影集裡面的星历（stardate）時間記錄方式沒辦法支持這種說法，因為它們常常跟《星際爭霸戰》裡面的不一致。
有一集裡面記載的星際紀元甚至比《星際爭霸戰》的第二個試播章節（前人所未至的領域）還早，可是當時還不是航員之一的麥考依居然有出現。還有一集的星際紀元比《星艦迷航記》電影裡面的還晚，不過電影裡面的故事應該是發生在五年任務結束的好幾年後才對。
跟一般動畫的製作過程一樣，配音員通常不在一起工作，而是分開錄自己的部份，以免跟其他的工作撞期。舉例來說，威廉·薛特納當時正在巡迴演出，就會在他身處的的城市錄好他的台詞，然後把錄音帶寄回製作公司。督漢和巴瑞特，除了為他們在《星際爭霸戰》飾演的角色以及新面孔艾力克斯和穆瑞絲配音外，也為幾乎全部的「客串角色」配音，除了一些著名的角色之外，例如沙瑞克（Sarek）、喜瑞諾·瓊斯（Cyrano Jones）、哈寇特·芬頓·穆德（Harcourt Fenton Mudd）等，則是由《星際爭霸戰》中扮演他們的演員來配音。偶爾會請其他配音員來客串，例如艾德·畢夏普（Ed Bishop，電視影集《幽浮》（UFO）裡面的史崔克（Straker）指揮官）就在為一個角色配音。
雖然動畫的自由度足以架構大型的外星場景，不過預算限制仍然是主要的問題，動畫的品質並不好，而且常常重複使用之前的片段。常常會有一些小錯誤，像是某些應該在別處的角色在這裡出現，或者是應該出現在艦橋主螢幕上的卻出現在螢幕前面，這表示動畫製作的製版過程出了問題。然而這通常只是典型的單一錯誤而已。偶爾一集會有一些部分有達到接近戲院放映的品質。
亞倫·迪恩·佛斯特（Alan Dean Foster）將動畫版的每一集改寫成小說，然後以《星艦日誌》（Star Trek Logs）為系列名稱發行了10本小說。一開始佛斯特每一本裡寫了三集，不過之後的版本裡則是把半小時的劇本擴張成完整小說長度的故事。

## 著名的章節
有幾集特別有名因為請來了知名的科幻文學作者來撰寫劇本：
- 這一集的劇本是由大衛·傑洛德（David Gerrold）所撰寫的。它是《星際爭霸戰》裡蠻有名的一集「The Trouble with Tribbles」的續集。在這集裡惡名昭彰的喜瑞諾·瓊斯被從克林貢人的手中救出，隨身帶來了一些被基因改造的毛球族（Tribbles）生物，它們被改成不會生殖只會變得超大隻。克林貢人因為對毛球族的仇恨，急欲追回喜瑞諾·瓊斯，因為他也偷走了一個克林貢人製造的生物：一種以毛球族為食物的掠食性動物。

- 「過去的歲月」（Yesteryear）則是關於時間旅行的一集。史巴克使用了永恆守護者（The Guardian of Forever）這個在《星際爭霸戰》裡「永恆邊界之城」（The City on the Edge of Forever）這一集出現過的時光通道，來回到他自己的童年時代。這也是動畫版裡唯一由著名的《星際爭霸戰》與《銀河飛龍》的劇本作者桃樂絲·方塔那（D.C. Fontana）所撰寫的一集。

- 拉瑞·尼文（Larry Niven）的這一集是改編自他的短篇故事「The Soft Weapon」。這一集包括了一些來自他的《已知太空》（Known Space）系列神話故事的元素，例如晉提人（Kzinti）和蘇林特人（Thrint）。它是唯一一個柯克時代的電視影集與電影當中沒有科克出現的一集。這一集也跟其他動畫版不一樣，唯一一集有人死掉或是在畫面上被殺。

- ，劇本由拉瑞·布洛迪（Larry Brody）撰寫，把星艦企業號送到銀河的中心。航員們跟一種惡魔般的生物成為好友，而且他們必須幫它辯護，對抗那些指控它把邪惡帶到世界的控訴。

- 動畫版裡面的企業號，應該跟《星際爭霸戰》裡面的是同一艘星艦，上面卻有一個跟《銀河飛龍》（《銀河飛龍》的時空背景約在動畫版的80年後）裡出現的全像甲板很類似的設定。它只出現過一次，在查克·曼維里（Chuck Menville）撰寫的「愛惡作劇的人」（The Practical Joker）這一集之中，而且叫做「休閒室」（Rec Room）。

## 正史中的地位
基於各式各樣的理由（大多是法律上的，像是使用了尼文自己作品的一些概念），派拉蒙影業不把動畫版的內容加入星艦奇航記時空的正史裡頭。根據報導，吉恩·羅登貝瑞在過世前一再地要求這個影集不要加入正史裡。不過關於動畫版為何從正史中移除的正式聲明卻從來沒發出過。劇本作者和其他製作小組成員偶爾會偷偷地把動畫版裡的資料加進其他真人演出的影集裡。最近的《星艦前傳》影集裡的兩集，「狹路」（The Catwalk）和「鍛造廠」（The Forge）裡就包含了參考到「過去的歲月」的資料。
派拉蒙將動畫版從正史中移除這件事在星艦迷社群間一直是頗具爭議性的。認為這個系列影集應該包括在正史裡面的論點認為，許多集的劇本是由《星際爭霸戰》的老手撰寫的（有人相信至少有一些故事原本是要用在《星際爭霸戰》裡的）。正式的說法裡，「過去的歲月」這一集可以視為特別的例外，因為它提供了關於史巴克這個角色，以及瓦肯文化很有價值的背景資訊。
動畫版播出的最後一集，「逆時鐘事件」（The Counter-Clock Incident），揭示了星艦企業號的第一位艦長是羅伯特·艾波（Robert April），然而這一集並未列入正史之中。這一個星艦歷史的重要片段一直都是處於非官方說法的狀態，除非將來的真人演出電視影集或是電影有正式提到這一點。
小說自由地採用了動畫版中的概念：艾力克斯和穆瑞絲上尉在《星艦奇航記:新邊境》（Star Trek: New Frontier）成為主角，而在這一集中出現的一個種族則為《星際艦隊工兵團》（Starfleet Corps of Engineers）這本電子書小說提供了一個主要角色——。
參見：星艦奇航記動畫版章節列表。

## 冷知識
- 飛美遜一個早期關於這個系列的提案提到要用小孩來扮演每個高級軍官的軍校生時代，包括一個瓦肯小孩來扮演年輕的史巴克。

- 儘管動畫版不被納入正史，一些最早出現在動畫版的設定已經變成正史的一部份：
  - 科克的中名叫做提庇留（Tiberius）。
  - 亞曼達（Amanda）結婚前的姓是葛瑞森（Grayson）。
  - 一種以毛球族（Tribbles）為食物的掠食性動物。
  - 艦橋的天花板防禦。
  - 全像甲板首次出現。
  - 艦橋有第二個高速電梯。
  - 哥白尼（Copernicus）太空梭首次出現。

## DVD發行
2004年6月，一些網站報導說，派拉蒙計畫將在2005年於北美發行動畫版的。這些報導言之過早，因為派拉蒙計畫的是專心發行《进取号》的。根據一項2005年2月的報導，派拉蒙在審視是否能於2006年發行動畫版的，這樣的話，這將會是最後一部發行的星艦奇航記影集。

## 外部連結
- 互联网电影数据库（IMDb）上《星艦奇航記動畫版》的资料（英文）
- 星艦奇航記官網上的資料 （页面存档备份，存于）
- 在Netflix上觀看《星艦奇航記動畫版》